# Бейре (Португалия)
Бейре (порт. Beire) — район (фрегезия) в Португалии, входит в округ Порту. Является составной частью муниципалитета Паредеш. По старому административному делению входил в провинцию Дору-Литорал. Входит в экономико-статистический субрегион Тамега, который входит в Северный регион. Население составляет 2256 человек на 2001 год. Занимает площадь 3,38 км².
Покровителем района считается Архангел Михаил (порт. São Miguel).